# Mazsorett

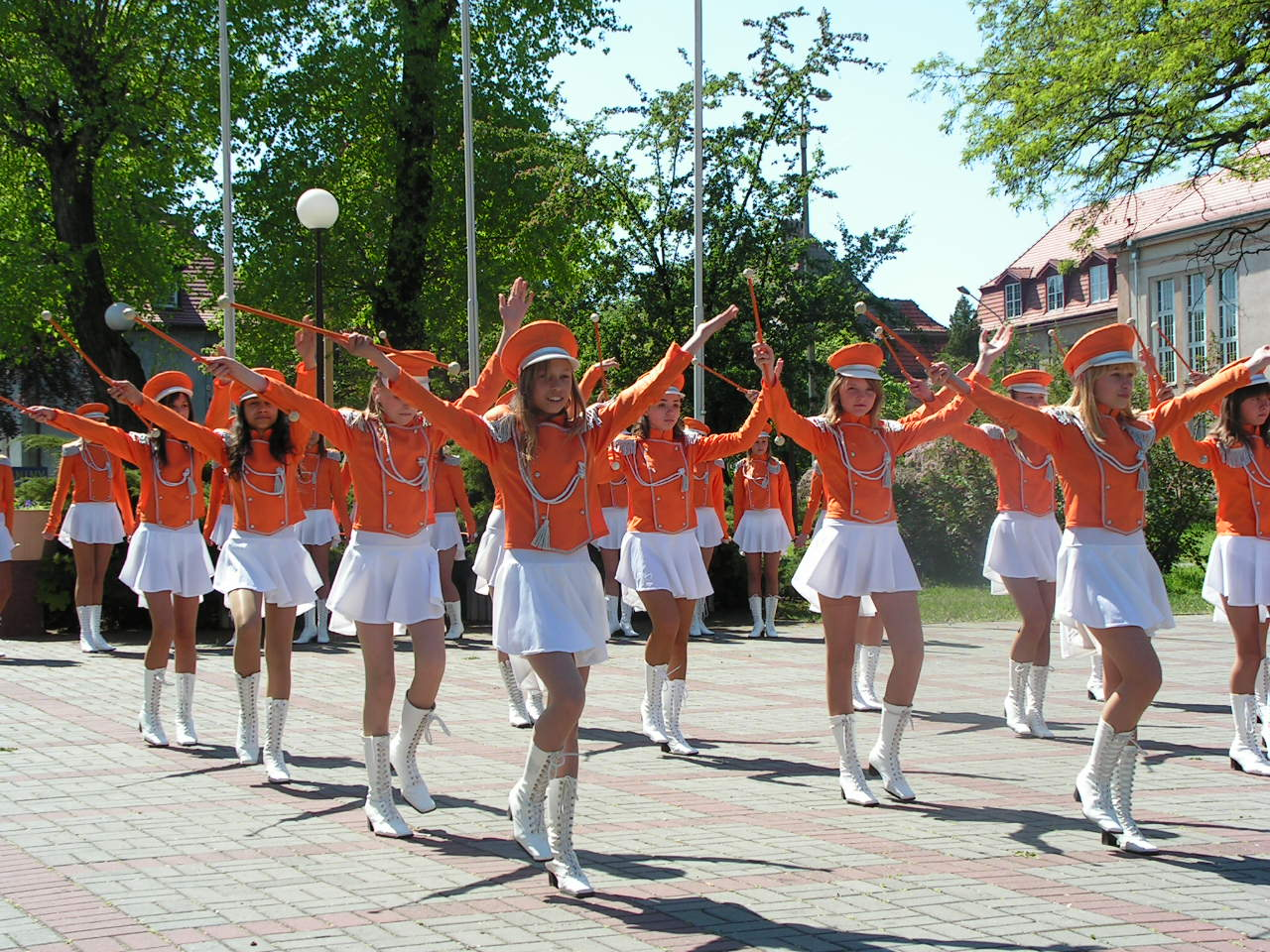
Mazsorettek felvonulása

A mazsorett/majorette (francia eredetű szó) olyan szórakoztató műfaj, amelyben a menetelő, botforgató lányok csoportja a fúvószenei fesztiválokon, menetfelvonulásokon a zenekar előtt táncol. A leggyakrabban ma is parádékon vagy kulturális események keretében láthatók.
Ugyanakkor a mazsorett olyan, a táncjellegű mozgás közben botot, pompont vagy zászlósbotot használó versenyzőt is jelent, aki versenygyakorlatot mutat be egyedül vagy mazsorettcsoportban, fúvószenekari vagy egyéb zenei kísérettel, színpadon, sportcsarnokban vagy menettáncban. A mazsorettcsoportban rendszerint van egy „főmazsorett”, aki mindig az élen áll, vezeti a csoportot, valamint szóló részleteket mutat be. Ismert kapitány vagy tamburmajor néven is.
A cheerleading és a cheertánc egy külön sportág, nem tévesztendő össze a mazsorettsporttal.

## Történet
A Magyarországon elterjedt feltevések szerint Franciaország vagy az USA képezheti a kiindulási pontot. 
Kezdetben a zenekar vezetője alkalmazott tamburbotot (angolul: mace), mellyel a zenekart irányította a felvonulások közben. Ezt követően 1930 körül jelent meg az úgynevezett tamburmajor, aki az amerikai ismeretek szerint az egyetem/főiskola legtehetségesebb, legügyesebb lánya volt. A tamburmajor a zenekarok előtt a tamburbottal vonuló, a zenekar felvonulását irányító, a műsort színesítő zenekari vezető. A majorette elnevezés ennek a „nőivé” tett változata.
Eleinte egyedül, majd csoportokba szerveződve dolgoztak. 
1940-re a mazsorett tömegmozgalommá vált, műfaji újítások következtek be, és az eszközök könnyebbé és kisebbé váltak. A mazsorettműfaj eszközhasználata a zászlóforgatásból, a tamburbot forgatásából, fegyverforgatásból és a buzogányforgatásból tevődött össze. 
Mára több irányzatra, sportágra vált szét és fejlődött tovább.

## Irányzatok
A hagyományos mazsorettek fúvószenére, mindig bal lábbal kezdődő meneteléssel végrehajtott, alap botforgatásokkal színesítik a zenekarok műsorát.
A mazsorettsport mára nemzetközivé, sőt világszintűvé nőtte ki magát. 
A mazsorettsport-versenygyakorlatokban bot, pompon, zászlósbot használható kéziszerként. Újabban a show kategóriában "bármely" más eszköz használható. A menetdobbal a látvány mellett zenei élményt is nyújtanak a „barabaski”-k. A mazsorettsport szabályai a használt kéziszer, a korosztály és a létszám szerint kategorizálják a versenygyakorlatokat. A legfiatalabb korosztály 8–11 éves korig a kadett, 12–14 éves korig a junior és 15 év fölött a szenior. Értékelési területek a koreográfia, a mozgástechnika és a szertechnika. Nyílt versenyeken (hazai és nemzetközi) bárki benevezhet, aki a szabályoknak megfelel. Az Európa-bajnokságra és a Világbajnokságra a Magyar Mazsorett Bajnokság dobogósai nyernek a Magyar Majorette Szövetségtől kvalifikációt.
A cheerleading és a cheertánc egy külön sportág, nem tévesztendő össze a mazsorettsporttal.
A twirling szintén önálló sportággá fejlődött.

## Szervezetek
Magyarországon több szervezet foglalkozik a mazsorettekkel. 
A Magyar Fúvószenei és Mazsorett Szövetség fogja össze a zenekarral folyamatosan együtt dolgozó mazsorett-tagszervezeteket. 1994-ben a Fúvószenei Szövetségen belül alakult meg a mazsorettszekció, dr. Tóthné Rozsályi Judit vezetésével. 1999 óta éves rendszerben regionális ifjúsági mazsorettfesztiválokat rendeznek.
A Magyar Majorette Szövetség tevékenysége:
- 2000-ben bejegyzett sportszövetség,
- országos hatókörű sportági szövetség
- országos versenyeket szervez és rendez A és B kategóriában
- az évente egyszer szervezett Magyar Mazsorett Bajnokság szakmai bázisát adja
- részt vesz az International Association of Majorette-Sport versenyeztetési rendszerében, a versenyszabályok és a bíráskodás elemeinek kidolgozásában és aktualizálásában
- sportolókat delegál az Európa-bajnokságra íVilágbajnokságra és a Nemzetközi Nagydíj versenyre
- továbbképzéseket szervez edzők és sportolók számára
- felnőttképzésben mazsorettoktató tanfolyamot működtet
- Bírói Testülete bírókat képez, bírókat képesít és továbbképez, a versenyek zsűrijét jelöli.